# Република (бронепалубен крайцер, 1892)
Вижте пояснителната страница за други значения на Република.
Република (на португалски: República) е бронепалубен крайцер на бразилските ВМС от края на 19 век.

## Конструкция и служба
Корабът има стоманен корпус с повдигнати бак и ют и наклонен тънък комин. При нормална тяга на машините развива скорост от 16 възела при мощност на машините от 2600 к.с. Преименуван е на Quinze de Novembro, но си връща първоначалното име през 1894 г., по-късно е превърнат в минен заградител. Две 120 mm скорострелни оръдия на Armstrong са монтирани на носа и кърмата, останалите четири са в спонсони по две на борд. Има един торпеден апарат на носа и един сдвоен в средата на кораба, на горната палуба. Защитата се състои от плоска бронирана палуба, с дебелина 25 mm в плоската част и 51 mm по скосовете към борда.